# Bad Reputation (album de Dirty White Boy)
Pour les articles homonymes, voir Bad Reputation.
 (avril 2017).
Si vous disposez d'ouvrages ou d'articles de référence ou si vous connaissez des sites web de qualité traitant du thème abordé ici, merci de compléter l'article en donnant les références utiles à sa vérifiabilité et en les liant à la section « Notes et références ».
Singles
1. Let's spend momma's money[2]
Sortie : 1990
2. Lazy Crazy
Sortie : 1990

Bad Reputation est l'unique album du groupe de glam metal américain Dirty White Boy, publié le 6 novembre 1990 sur le label Polydor.

## Présentation
L'album est produit par Beau Hill et mixé aux studios Bearsville de New York par Steve Thompson et Michael Barbiero (en).
Malgré une campagne de promotion présentant Dirty White Boy comme un super-groupe, l'album est un échec commercial complet et n'est pas classé dans le Billboard 200.
Les deux singles extraits de cet album (Let's spend momma's money et Lazy Crazy) sont, eux aussi, des échecs cinglants, non classés dans le Billboard Hot 100.

## Liste des titres
| 1.    | Bad Reputation (Eisley, Slick, Richards)            | 4:03 |
| 2.    | Lazy Crazy (Eisley, Slick)                          | 4:41 |
| 3.    | Let's spend momma's money (Eisley, Slick, Richards) | 4:29 |
| 4.    | You give me love (Eisley, Slick, Richards)          | 5:31 |
| 5.    | Dead cat alley (Eisley, Slick)                      | 6:36 |
| 6.    | Hammer on the Heart (Eisley, Slick)                 | 4:53 |
| 7.    | Hard Times (Eisley, Slick)                          | 5:28 |
| 8.    | Soul of a loaded gun (Eisley, Slick)                | 5:39 |
| 9.    | One good reason (Eisley, Slick)                     | 4:33 |
| 10.   | Badlands (Eisley, Slick)                            | 5:25 |
| 51:18 |                                                     |      |

Note
- Réf. CD : Polydor 841 959-2,  (EAN 0042284195928)
- Réf. LP : Polydor 841 959-1,  (EAN 0042284195911)

## Membres du groupe
- David Glen Eisley : chant, claviers, harmonica
- Earl Slick : guitares, chœurs
- F. Kirk Alley : guitare basse, chœurs
- Keni Richards : batterie, percussions, chœurs
- Billy Trudel : chœurs (musicien de studio)
- Production : Beau Hill